# Crisicoccus seruratus
Crisicoccus seruratus är en insektsart som först beskrevs av Hiroshi Kanda 1933.  Crisicoccus seruratus ingår i släktet Crisicoccus och familjen ullsköldlöss. Inga underarter finns listade i Catalogue of Life.